# Xiphizusa (Bulbophyllum)
Xiphizusa es una sección del género Bulbophyllum perteneciente a la familia de las orquídeas.
Se caracterizan por estar distribuidas por Sudamérica, especialmente en Brasil.

## Especies
1. Bulbophyllum bidentatum (Barb.Rodr.) Cogn. 1902 Brasil
2. Bulbophyllum gehrtii E.C.Smidt & Borba 2009
3. Bulbophyllum gladiatum Lindl.1842
4. Bulbophyllum laciniatum (Barb. Rodr.) Cogn. 1902 Brasil y Paraguay
5. Bulbophyllum longipetalum Pabst 1964 southeastern Brasil
6. Bulbophyllum plumosum (Barb.Rodr.) Cogn. 1902 Brasil
7. Bulbophyllum teimosense E.C.Smidt & Borba 2009
8. Bulbophyllum weddelii [Lindley]Rchb.f 1864 Brasil